# Año Internacional de los Pequeños Estados Insulares en Desarrollo
El 2014 fue proclamado Año Internacional de los Pequeños Estados Insulares en Desarrollo (PEID) por la Asamblea General de las Naciones Unidas el 21 de diciembre de 2012. Esta designación señala la importancia de estos estados en el contexto global, tanto por sus contribuciones culturales y ambientales como por los desafíos únicos que enfrentan debido a su tamaño y situación geográfica. La resolución se fundamenta en marcos previos de desarrollo sostenible, como la Declaración de Barbados, el Programa de Acción de Barbados, la Declaración de Mauricio y el Programa de Acción de Johannesburgo.que establecen el marco para abordar los retos de sostenibilidad en los PEID, especialmente en áreas de cambio climático y conservación de la biodiversidad. La ONU reconoce en los PEID actores clave en la preservación de la biodiversidad, la resiliencia climática y la sostenibilidad, alentando una cooperación mundial para mitigar los efectos del cambio climático y sus impactos desproporcionados en estas islas.

## Actividades y alcance
Durante este año, se invitó al Secretario General a facilitar actividades conmemorativas, con el apoyo de las organizaciones de la ONU y mediante contribuciones voluntarias para cubrir los costos. Las actividades se enfocaron en la creación de alianzas estratégicas para el desarrollo sostenible, en especial durante la Conferencia de las Naciones Unidas sobre los PEID en Apia, Samoa. Este evento central buscó acuerdos para enfrentar problemas como el cambio climático y la degradación ambiental, y promovió iniciativas para la protección de los océanos y la biodiversidad. También se instó a los Estados miembros y organizaciones internacionales a llevar a cabo actividades de sensibilización, cooperación y colaboración en los niveles regional y subregional.